# Ентъртейнмънт Уийкли
„Ентъртейнмънт Уийкли“ (на английски: Entertainment Weekly, понякога съкратено EW) е списание, издавано в Ню Йорк, Съединените американски щати от подразделението „Тайм“ на „Тайм Уорнър“, което е за филми, телевизия, музика, театър, книги и поп култура.
За разлика от „Варайъти“ и „Холивуд Рипортър“, които са насочени към специализирани читатели, EW се цели към по-обща публика.